# فرهود (عراق)
فرهود به زبان عربی: الفرهود‎، اشاره به پوگروم یا آزار خشونت بار یهودی‌های بغداد در ۱ و ۲ ژوئن ۱۹۴۱ بی درنگ پس از پیروزی بریتانیا در نبرد عراق و انگلستان دارد. به دلیل سرنگونی دولت حامی آلمان رشید عالی گیلانی و ایجاد خلأ قدرت، شورش‌ها پدید آمد و شهر دچار ناپایداری شد. در شهر چنان شایعه شده بود که یهودی‌ها به بریتانیا کمک کرده‌اند.
بیش از ۱۸۰ یهودی کشته و ۱۰۰۰ تن زخمی شدند. همچنین نزدیک به ۳۰۰ تا ۴۰۰ غیر یهودی که تلاش کرده بودند رفتار خشونت بار پایان دهند کشته شدند. همچنین در جریان این شورش، تلاش شد تا خانه‌های یهودیان غارت شود و نزدیک به ۹۰۰ خانهٔ آنها خراب شد.
فرهود در جریان تعطیلات شاووعوت روی داد. گفته می‌شود که فرهود یک پوگروم و جزئی از یک هولوکاست است اما بر سر این مقایسه اختلاف نظر وجود دارد. همچنین به این رویداد «آغاز پایان دادن به جامعه یهودی در عراق» نیز گفته می‌شود.
کوهن حییم گفته‌است که فرهود «تنها رویدادی (این چنینی) است که دست کم در صد سال اخیر برای یهودیان عراق اتفاق افتاده‌است.»

## پاسخ پادشاهی عراق
پس از یک هفته از شورش‌ها در ۷ ژوئن کمیتهٔ تحقیق از سوی پادشاهی تازهٔ عراق تشکیل شد تا رویداد را بررسی کند. برپایهٔ گفته‌های پیتر وین، دولت جدید همهٔ تلاشش را کرد تا پیروان رشید علی را از حامیان نازیسم نشان دهد.
پادشاهی تازه خیلی سریع عمل کرد و تلاش کرد تا به کار حامیان رشید علی پایان دهد. درنتیجه عراقیان زیادی تبعید شدند و صدها تن به زندان افتادند. هشت تن که در میان آنها از افراد نیروی زمینی عراق و پلیس بود نیز از سوی دولت تازهٔ حامی بریتانیا به مرگ محکوم شدند.

## یادبود
تندیسی به نام دعاگو در رمت گن برای یادبود یهودیانی که در جریان فرهود در عراق کشته شدند در دههٔ ۱۹۶۰، نصب شد. همچنین در یک ژوئن ۲۰۱۵ نخستین روز جهانی فرهود در سازمان ملل متحد، بزرگداشته شد.